# عبد الرحيم محمد عبد الرحيم
عبد الرحيم محمد عبد الرحيم، أو عبد الرحيم محمد (1994) سباح سوداني. نافس في سباق 100 م حرة، 50 م ظهرا و 50 م فراشة الأحداث في عام 2012 في الاتحاد الدولي للسباحة بطولة العالم للسباحة (25 م)، وفي حال حرة 50 م عند 2013 الآسيوية داخلي وفنون الدفاع عن النفس الألعاب. كما أخذ عبد الرحيم جزء في 50 متر حرة و 50 متر فراشة الأحداث في عام 2013 بطولة العالم للرياضات المائية.